# Första venezuelanska republiken
Första venezuelanska republiken (spanska: Primera República de Venezuela) refererar till Venezuelas först år som självständigt, en period som varade från 19 april 1810 till 25 juli 1812. Denna period började med störtandet av de spanska koloniala myndigheterna och skapandet av en junta i Caracas, vilket ledde till venezuelanska självständighetskriget, och slutade med nederlag för de republianska styrkorna mot spanske kaptenen Domingo de Monteverde. Venezuelas kongress utropade Venezuelas självständighet den 5 juli 1811, och antog sedan en konstitution. Venezuela blev därmed första spanska besittning i Amerika att utropa sin självständighet.